# Hitman 2: Silent Assassin
Hitman 2: Silent Assassin ist ein Stealth-Videospiel aus dem Jahr 2002 vom dänischen Entwickler IO Interactive und wurde von Eidos Interactive für Microsoft Windows, PlayStation 2, Xbox und GameCube zu verschiedenen Daten veröffentlicht. Das Spiel wurde erneut in einer DRM-freien Version veröffentlicht. Es ist der zweite Teil der Hitman-Serie und fungiert als Fortsetzung von Hitman: Codename 47. Die Einzelspieler-Story folgt erneut Agent 47, einem genmodifizierten Menschen, der als Attentäter für die International Contract Agency (ICA) arbeitete.
Den Ereignissen von Codename 47 folgend, ging der ehemalige Auftragsmörder in den Ruhestand und startete ein friedvolles Leben in der Kirche, bis sein einziger Freund, Reverend Emilio Vittorio, von unbekannten Angreifern entführt wurde. 47 setzt infolgedessen seine Arbeit für die ICA, in der Hoffnung, Vittorio aufspüren zu können, fort. Wie der Vorgänger setzt das Spiel darauf, möglichst lange unbemerkt zu bleiben, während man bestimmte Ziele ausschaltet, sei es durch Verkleidungen, Vermeidung des Kontakts mit Feinden oder andere Tarnungsmöglichkeiten. Die Action-Elemente von Codename 47 wurden zugunsten der vollständig auf Stealth basierenden Missionen und Freiheit des Spielers, auf seine eigene Art und Weise zu spielen, entfernt. Das Spiel führt erstmals die First-Person-Perspektive, die Möglichkeit, Feinde außer Gefecht zu setzen, anstatt sie zu töten und mehrere mögliche Ansätze für eine Mission ein. Silent Assassin wird allgemein positiv und als Verbesserung gegenüber seinem Vorgänger bewertet. Das Spiel war mit über 3,7 Millionen verkauften Exemplaren am 23. April 2009 auch ein kommerzieller Erfolg und der meistverkaufte Ableger der Reihe, bis der erste Teil der World-of-Assassination-Trilogie im Jahr 2016 veröffentlicht wurde. Als High-Definition-Spiel wurde Silent Assassin mit seinen Nachfolgern, Hitman: Contracts und Hitman: Blood Money, auf der PlayStation 3 und der Xbox 360 im Januar 2013 in Form der Hitman HD Trilogy veröffentlicht.

## Gameplay
Hitman 2: Silent Assassin bietet ein missionsbasiertes Gameplay an und wird aus der Third-Person-Perspektive gespielt, von der aus optional auch zur First-Person-Perspektive gewechselt werden kann. In jeder Mission bekommt der Hauptcharakter, Agent 47, Ziele, die er abschließen muss, wobei es sich dabei meistens um auszuschaltende Personen handelt. Es gibt häufig viele Wege, eine Mission abzuschließen, zwischen denen der Spieler frei wählen kann. Anstatt eines aggressiven, offensiven Vorgehens ist es entsprechend auch möglich, Ziele leise zu eliminieren, indem man beispielsweise ihre Getränke vergiftet. Ebenfalls gibt es in manchen Leveln auch einzigartige Methoden, seine Ziele zu töten, in etwa durch eine spezielle Position verschiedener Objekte, die so in keiner anderen Mission vorhanden sind.
47 kann Verkleidungen finden oder sie von einer bewusstlosen Person übernehmen, um unentdeckt zu bleiben und so Zugang zu eigentlich nur eingeschränkt zugängigen Gebieten der Map zu bekommen. Diese Mechanik steht in Verbindung zum „Verdachtssystem“, aufgrund dessen neben der Gesundheitsleiste im HUD angezeigt wird, wie verdachterregend 47 ist. Der Spieler kann durch das beispielhafte Mitnehmen eines Gewehrs, wenn er als Soldat verkleidet ist, sich noch besser in die Umgebung einfügen, um weniger verdächtig zu sein. Trotz der Tarnung können NPCs Verdacht schöpfen, wenn sich 47 länger in ihrer unmittelbaren Umgebung aufhält und sie ihn auf diese Art und Weise „untersuchen“ können. Des Weiteren kann es auch unerwünschte Aufmerksamkeit auf sich ziehen zu rennen, zu klettern oder sich in Sperrgebieten aufzuhalten.
Die Verkleidung kann im Verlauf der Level gewechselt werden, allerdings kann 47 enttarnt werden, wenn er zu verdächtig ist, wobei ab diesem Zeitpunkt auch die Verkleidung keinen Zweck mehr hat.
Hitman 2: Silent Assassin verwendet ein Post-Mission-Ranking-System, bei dem der Spieler nach Abschluss der Mission auf einer Achse abhängig von seiner Art zu spielen eingestuft wird, ob er „Silent Assassin“, ein Stealth-Spieler, der unschuldige Tode versucht zu vermeiden und leise bei seinem Vorhaben vorgeht, oder „Mass Murderer“, ein offensiv und aggressiv spielender Spieler, der keine Rücksicht auf Verluste nimmt, war. Das Spiel belohnt den Spieler für kritisches Denken und Problemlösung, es spornt den Spieler dazu an, es nicht nur wie einen normalen Shooter zu spielen. Wenn er in mehreren Missionen „Silent Assassin“ erreicht hat, bekommt er zusätzliche Bonusitems. Diese Waffen und Items können mit den vorher schon gefundenen in zukünftige Level mitgenommen werden, was es ermöglicht, die Aufträge mit Hilfe verschiedener Mittel zu erledigen. Große Waffen wie Gewehre können nicht verborgen werden, sodass der Spieler entweder eine Verkleidung tragen muss, die das Mitführen einer Waffe legitimiert oder sicherzustellen hat, dass ihn keiner bei der Verwendung sieht.

## Handlung
Nach den Ereignissen von Hitman: Codename 47 untersuchen zwei Männer das Massaker, das Agent 47 in der Einrichtung seines Entwicklers, Dr. Otto Wolfgang Ort-Meyer, in Rumänien hinterlassen hatte. Einer von ihnen erkennt den ehemaligen Attentäter auf dem Videomaterial der Ereignisse und beschließt, dass sie ihn „einstellen“ müssen. In der Zwischenzeit führt 47, der nach dem Löschen aller Beweise seiner Existenz in den Ruhestand getreten ist, ein neues Leben als bescheidener Gärtner in einer sizilianischen Kirche, deren Vorsteher der Priester Emilio Vittorio ist. Eines Tages, nachdem 47 sich, auf der Suche nach Vergebung für seine Vergangenheit, die Beichte hat abnehmen lassen, kommt eine Gruppe unbekannter Männer in die Kirche und entführt Vittorio. Sie hinterlassen eine Lösegeldforderung, in der 500.000 Dollar verlangt werden.
47 kann einen solchen Betrag nicht zahlen und kontaktiert zur Unterstützung seinen früheren Arbeitgeber, die International Contract Agency (ICA). Die Organisation erklärt sich bereit, 47 im Austausch für eine Rückkehr, um mehrere Aufträge für sie abzuschließen, zu helfen. Obwohl er erfährt, dass die Entführung von der örtlichen Mafia durchgeführt wurde, und die Person tötet, die dafür verantwortlich war, kann 47 Vittorio nicht finden und muss seine Schulden gegenüber der ICA begleichen. Seine Missionen führen ihn zu verschiedenen Orten in Russland, Japan, Malaysia, Afghanistan und Indien und erfordern jeweils das Sammeln eines wichtigen Gegenstands für seinen Auftraggeber. Mit der Zeit gibt er schließlich seine Suche nach Vittorio auf, da er davon ausgeht, dass dieser mittlerweile tot ist.
Nachdem er sein letztes Ziel eliminiert hat, wird 47 von der ICA darüber informiert, dass Vittorios Entführung von Sergei Zavorotko, dem Bruder von Arkadij Jegorov (einem der fünf „Väter“ und Ziele von 47 aus dem ersten Spiel), inszeniert wurde, um 47 aus dem Ruhestand zu locken. Außerdem erfährt er, dass alle Ziele mit dem Verkauf eines Atomsprengkopfes an Zavorotko in Verbindung standen, welcher sie eliminieren lassen musste, um die Tatsache zu verbergen, dass er beabsichtigte, die Sprengköpfe zu Raketen umzurüsten, die mit Software ausgestattet sind welche sie als amerikanisch tarnt, wodurch sie das amerikanische Raketenabwehrsystem umgehen würden, und sie an interessierte Partien zu verkaufen. 47 verfolgt Sergei, der Vittorio in seine Kirche zurückgebracht hat, und tötet ihn und seine Männer. Vittorio, besorgt um 47s Seele, gibt diesem seinen Rosenkranz und bittet ihn, auf seinen Weg der Gewalt zu verzichten und ein gutes Leben zu führen. 47, der mittlerweile akzeptiert hat, dass er unfähig ist jemals inneren Frieden zu finden, lässt jedoch den Rosenkranz an der Tür der Kirche hängen und kehrt offiziell zur ICA zurück.

## Entwicklung
Eine der Hauptbeschwerden der Kritiker über das erste Spiel war, dass es für die meisten Spieler aufgrund seiner unwirtlichen Natur nicht zugänglich war. Trotz der Probleme mit dem ersten Spiel zeigte das Potenzial der zugrunde liegenden Technologie und des Gameplays. Die KI der NPCs wurde verbessert und die neuen Level wurden kleiner und zielgerichteter. In der zweiten Folge wären zusätzliche Gegenstände verfügbar, darunter Chloroform, mit Hilfe dessen es möglich war, Feinde unbemerkt außer Gefecht zu setzen, und eine Armbrust, die Gegner lautlos töten konnte. Die ursprüngliche Story für das Spiel würde nach den Ereignissen von Codename 47 stattfinden. Nachdem PC Gamer die für Hitman 2 geplanten Änderungen mitbekam, erklärten sie im Dezember 2001, dass „Hitman 2: Silent Assassin alles sein sollte, was wir uns von seinem Vorgänger gewünscht haben - und das gibt uns äußerst große Hoffnungen.“

## Rezeption
Hitman 2: Silent Assassin erhielt laut Bewertungswebsite Metacritic „allgemein positive“ Bewertungen. GameSpot gab ihm eine Punktzahl von 8,6/10 und sagte, dass es „praktisch alle Probleme seines Vorgängers behebt“ und immer noch ein „herausragendes“ Spiel ist. Electronic Gaming Monthly gab der GameCube-Version von Silent Assassin 7/8/8,5: Der erste Rezensent kritisierte die künstliche Intelligenz und Einsatzbesprechungen der Missionen, sagte jedoch: „Jedes Mal, wenn ich die unermesslichen Chancen umging und den entscheidenden Todesstoß versetzte, war Hitman 2 kurzzeitig ein Knaller.“ Der dritte Rezensent fasste es als „einen packenden Abenteuertitel, der geduldige Spieler profitieren lässt“ zusammen.
Trotz der 7/8/8,5-Punkte von Electronic Gaming Monthly steht auf dem Cover der Gamecube-Veröffentlichung „9/10 Electronic Gaming Monthly Gold Award“. Diese Punktzahl stammt fälschlicherweise aus der Rezension des Magazins zur PlayStation-2-Version. Als Eidos Interactive mit dem Problem von Electronic Gaming Monthly konfrontiert wurde, sagten sie, sie würden die Punktzahl in zukünftigen Ausgaben entfernen.
Von Silent Assassin wurden bis zum 23. April 2009 mehr als 3,7 Millionen Exemplare verkauft. Bis Juli 2006 hatte die PlayStation-2-Version von Silent Assassin 1,1 Millionen verkaufte Exemplare mit einem Gewinn von 39 Millionen US-Dollar in den Vereinigten Staaten. Next Generation stufte es als das 47. meistverkaufte Spiel ein, das zwischen Januar 2000 und Juli 2006 in diesem Land für PlayStation 2, Xbox oder GameCube veröffentlicht wurde. Die Summe aller Konsolenverkäufe von den in den 2000er Jahren veröffentlichten Hitman-Ablegern, erreichten in den USA bis Juli 2006 eine Anzahl von 2 Millionen. Die Computer- und Xbox-Versionen von Hitman 2 erhielten jeweils einen Silber-Verkaufspreis von der Entertainment and Leisure Software Publishers Association (ELSPA), was auf Verkaufszahlen von über 100.000 pro Ableger im Vereinigten Königreich hindeutet. Die ELSPA verlieh der PlayStation-2-Version des Spiels eine Platin-Zertifizierung für den Verkauf von mindestens 300.000 Exemplaren in der Region.
2002 wurde Silent Assassin für die Auszeichnung „Action Game of the Year“ (englisch ‚Action-Computerspiel des Jahres‘) von der Computer Gaming World nominiert, die schließlich an Medal of Honor: Allied Assault verliehen wurde. Die Redaktion schrieb: „Hitman 2: Silent Assassin ist eine enorme Verbesserung gegenüber seinem Vorgänger und eines der besten Spiele des letzten Jahres in allen Genres.“ GameSpot verlieh dem Spiel die jährliche Auszeichnung „Most Improved Sequel on PC“ (englisch ‚meistverbesserte Edition des Computers‘). Silent Assassin wurde auch für GameSpots „Bester Soundtrack auf dem PC“, „Bestes Einzelspieler-Action-Spiel auf dem PC“, „Bester Soundtrack auf der Xbox“, „Bester Sound auf der PlayStation 2“, „Bester Soundtrack auf der PlayStation 2“ und „Bester Action-Adventure-Ableger auf der Xbox“-Preise nominiert.

### Kontroverse
Der Release des Spiels löste Kontroversen aufgrund eines Levels, in dem man Angehörige des Sikhismus in einer der für sie heiligsten Stätten, dem Harmandir Sahib, tötet, in dem 1984 hunderte Sikhs massakriert wurden, aus. Als Reaktion darauf entfernte Eidos das Level aus der Windows- und GameCube-Version von Silent Assassin.